# Neverice
Neverice jsou obec na Slovensku ležící v okrese Zlaté Moravce v Nitranském kraji.

## Poloha a přírodní podmínky
Obec leží v severní části Žitavské pahorkatiny v dolině potoka Drevenica. Vlastní obec se rozkládá v nadmořské výšce kolem 180 metrů. Katastr má charakter mírně zvlněné pahorkatiny. Podklad je tvořen písky, štěrky a třetihorními jíly, z půd převažují hnědozemě. Velká většina katastru je odlesněna a zemědělsky využívaná.

## Historie
Na území obce bylo potvrzeno osídlení z eneolitu. První písemná zmínka pochází z roku 1275 jako Neuir, později je uváděna pod názvy Neuer (1295), Newery (1372), Newericze (1773), Newerice (1786), maďarsky Nevér. Patřila ostřihomskému arcibiskupství, později měly majetkové podíly i místní šlechtické rody (Tolvayovi, Bačkádyovi, Maťašovští a Conlegnerovi). Obyvatelé se živili tradičně především zemědělstvím.

## Pamětihodnosti
- kostel římskokatolický románský z 12. století, později přestavěný barokně a kolem roku 1760 klasicisticky
- kaštěl renesanční ze 17. století